# Seralcadio
Seralcadio illetve il Capo - ismert még Monte di Pietà néven, Palermo egyik történelmi negyede. A Quattro Cantitól nyugatra található.

## Története
A negyedet az arabok alapították, a bejárata a mai Porta Carini-n volt. Itt található az Il Capo piac, amely a város egyik történelmi jelentőségű piaca. A város turizmusában a legfontosabb negyed. Itt található a Teatro Massimo színház, Palermói székesegyház, Egyházmegyei Múzeum , a Via Maqueda út páros oldala. 

## Nevezetességek

### Templomok
- Palermói székesegyház
- Bolsenai Szent Krisztina-templom
- Monte Olivetói Madonna-templom
- Hippói Szent Ágoston-templom
- Kamilliánusok Szent Ninfa-temploma
- Tízezer mártír temploma
- Őrangyalok-temploma
- Szent Rókus-templom
- Hét arkangyal-temploma és kolostor
- Szent Onufriusz-templom
- Kegyelmes Szűz-temploma
- Mária Magdolna-temploma
- Szent Sztaniszlav-templom
- Szent Lélek-templom
- Szent Rozália-templom

### Kápolnák
- Péter apostol-kápolna
- Segítő Madonna-kápolna
- Szent Márk-kápolna
- Péter és Pál apostol-kápolna
- Ecce Hommo-kápolna
- Protomártír Szent István-kápolna
- Szent Vitus-kápolna

### Paloták
- Palazzo Artale: Eredetileg előkelőségek laktak benne. Giuseppe Artale e Pocobelli, Collalta márkija lakott benne.  Jelenleg «Luigi Maria Cherubini» női zeneiskola működik itt.

### Városkapuk
- Porta Carini

### Színházak
- Teatro Massimo
- Teatro Nuovo Montevergini

## Galéria

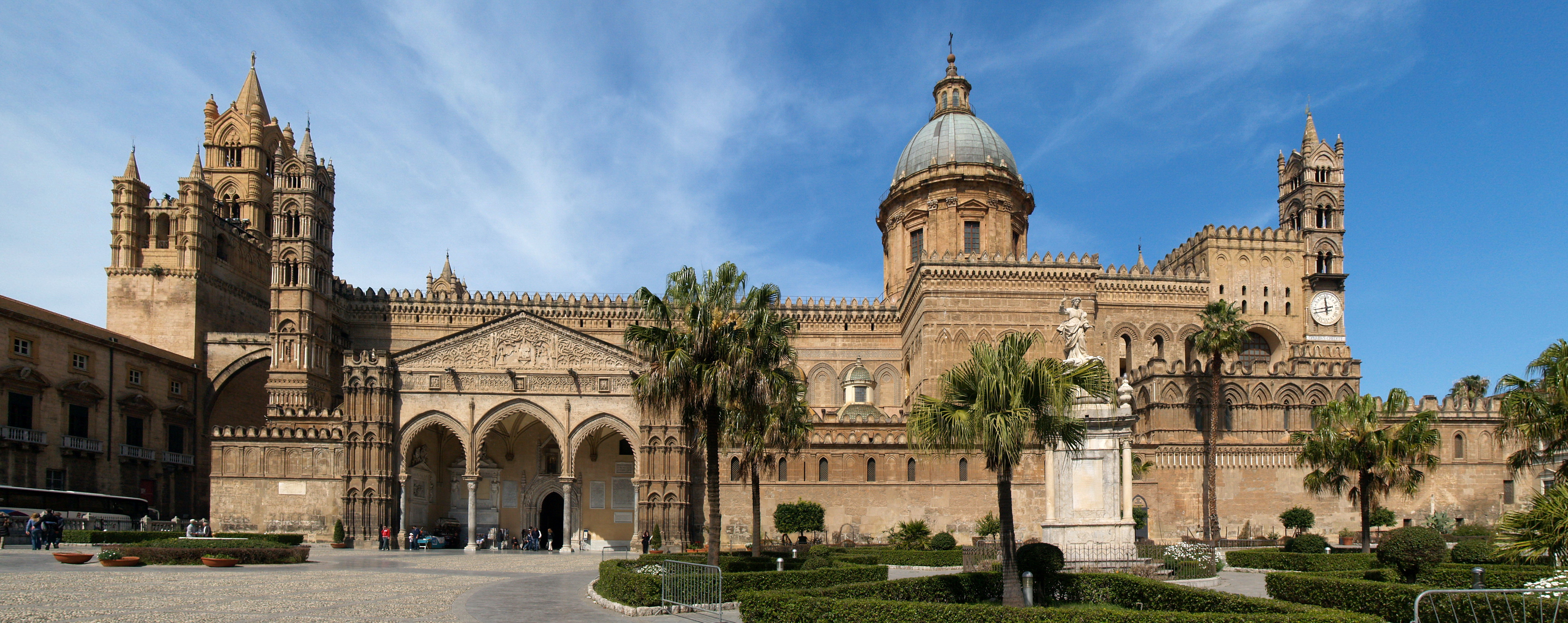
Palermói székesegyház
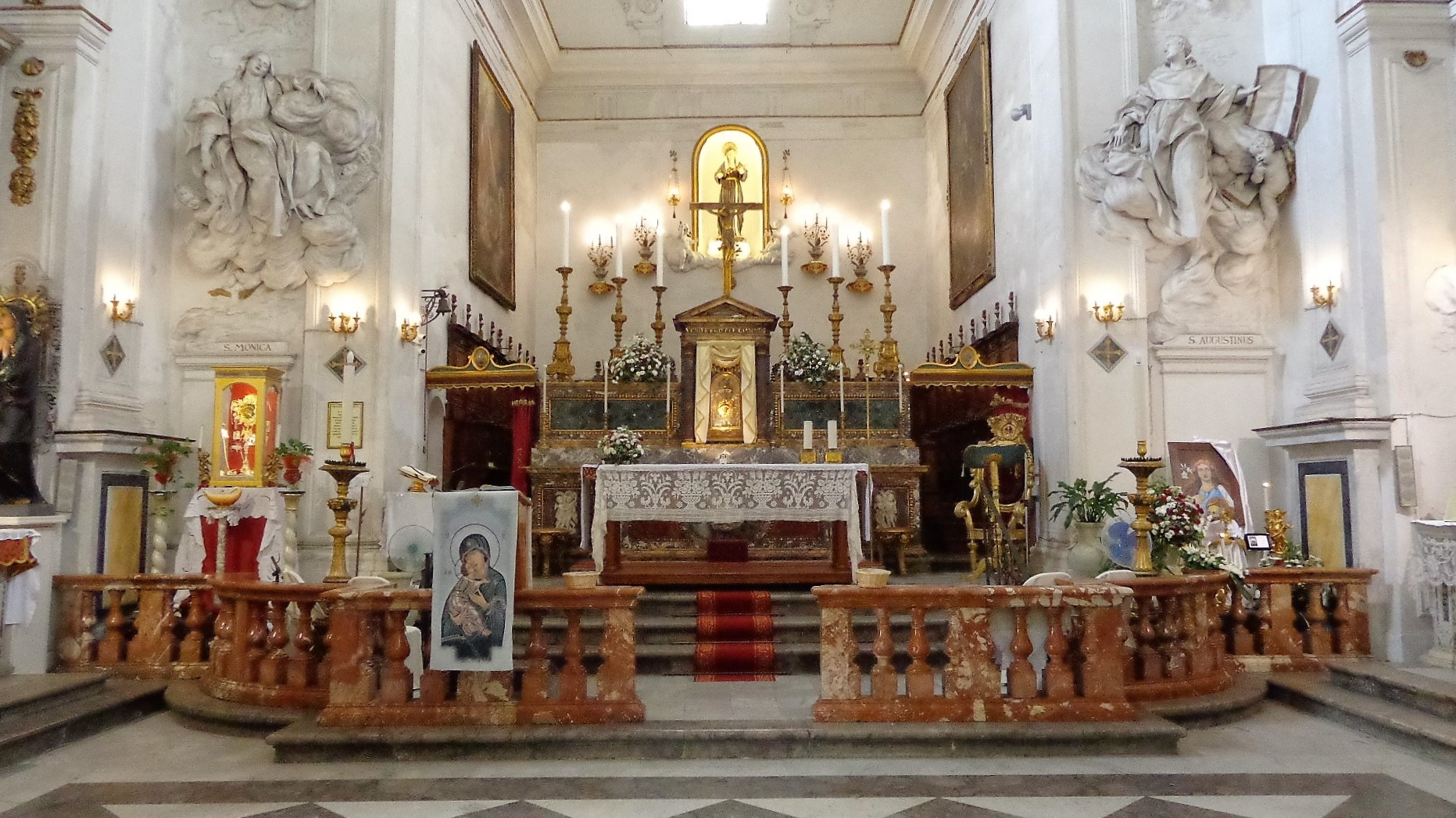
Hippói Szent Ágoston-templom belseje
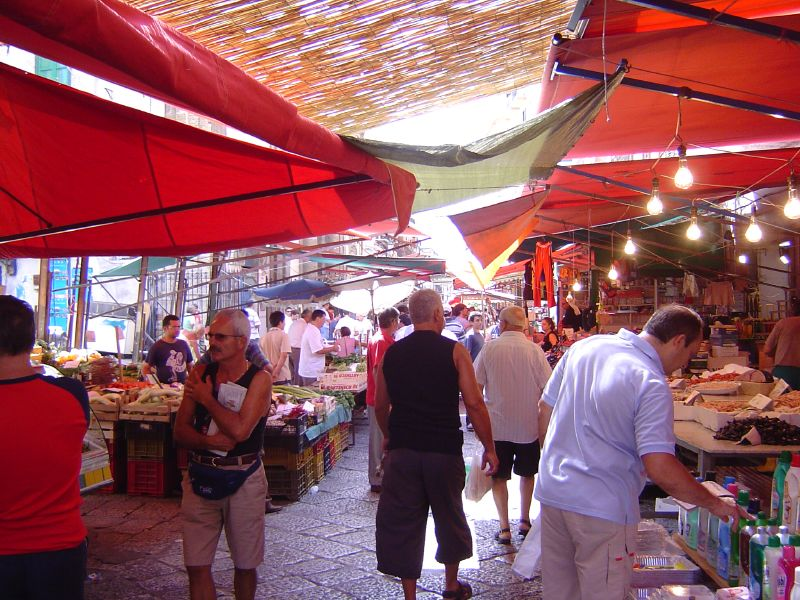
Il Capo piac